# Подвійний підрахунок (помилка)
Подвійний підрахунок є помилкою у міркуванні.
Наведено приклад подвійного рахунку, починаючи з запитання: Яка ймовірність побачити хоча б одну 5, коли кидаєш пару кубиків? Помилковий аргумент виглядає наступним чином: перший кубик показує 5 з ймовірністю 1/6, а другий кубик показує 5 з ймовірністю 1/6; отже, ймовірність побачити 5 хоча б на одному з кубиків дорівнює 1/6 + 1/6 = 1/3 = 12/36. Однак правильною відповіддю є 11/36, оскільки у помилковому аргументі двічі враховано подію, коли обидва кубики показують 5.
Подвійний підрахунок можна узагальнити як помилку, при якій під час підрахунку події враховуються два або більше разів, що призводить до помилкової кількості подій або випадінь, що перевищує справжній результат. Це призводить до того, що розрахована сума ймовірностей для всіх можливих результатів буде вищою за 100%, що неможливо.
З точки зору математики, у попередньому прикладі ймовірність P(A або B) обчислювалася як P(A)+P(B). Однак за принципом включення-виключення, P(A або B) = P(A) + P(B) - P(A і B), можна компенсувати подвійний підрахунок шляхом віднімання тих об’єктів, які були враховані подвійно. 
Інший приклад наведено в жарті, де чоловік пояснює своєму начальнику, чому він повинен щодня спізнюватися на роботу на годину:
- 8760 (365*24) годин складають один рік.
- Потрібно 8 годин сну на добу (365*8) 2920 годин, залишається 5840 годин.
- Потрібно годину 30 хвилин на прийом їжі (1,5*365) або 547,5 години, залишається 5250,5.
- Потрібно 20 хвилин на день для купання, всього 109,5 годин, залишається 5183.
- На вихідні використовується 2 дні на тиждень, 52 тижні, 2496 годин, залишається 2687.
- На відпустку використовується два тижні - 336 годин, залишається 2361.
- Компанія святкує 5 свят на рік, 120 годин, залишається 2231.
- На поїздку на роботу витрачається 1 годину в одну сторону, 2 години на день, 5 днів на тиждень, 50 тижнів на рік, 500 годин всього, залишається 1731.
- Робочий тиждень становить 8 годин на день, 5 днів на тиждень, 50 тижнів на рік, 2000 годин, тому йому не вистачає 269 годин, або приблизно на 1 годину кожного робочого дня.

Усі цифри правильні, але чоловік рахує їх невірно. Сон, купання та їжа також є частиною вихідних, свят і відпусток, що робить ці години врахованими двічі.